# آنسرمانوئوو (واییه دل کائوکا)
آنسرمانوئوو (واییه دل کائوکا) (به اسپانیایی: Ansermanuevo) یک سکونتگاه مسکونی در کلمبیا است که در بخش بایه دل کائوکا واقع شده‌است.